# Gemeentehuis van Sint-Pieters-Woluwe

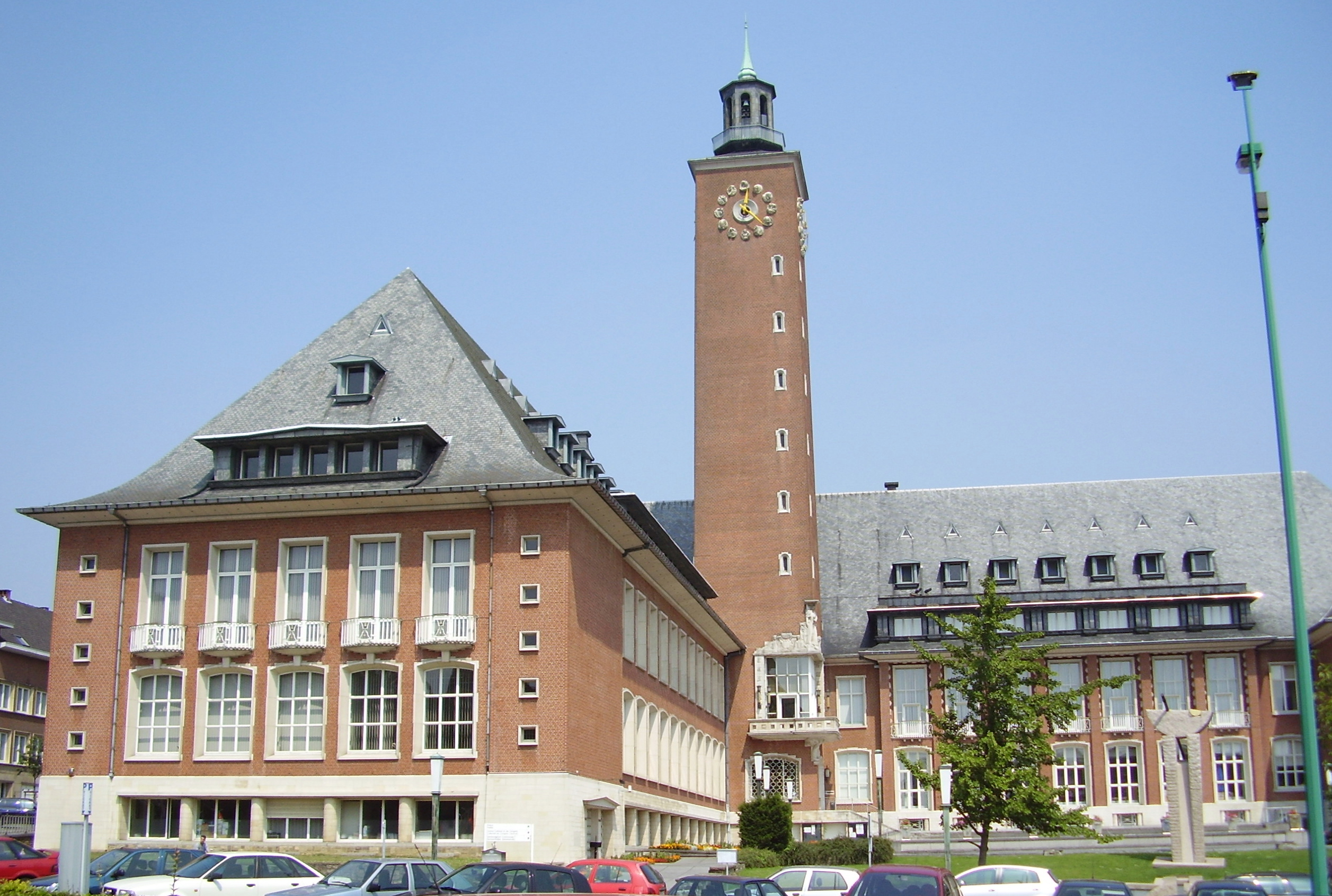
het gemeentehuis gezien vanuit het zuiden

Het gemeentehuis van Sint-Pieters-Woluwe (Frans: Hôtel communal de Woluwe-Saint-Pierre) is een gebouw in de Belgische gemeente Sint-Pieters-Woluwe in het Brussels Hoofdstedelijk Gewest. Het gebouw staat aan de Charles Thielemanslaan 93 in de wijk Centrum in het noorden van de gemeente.
Ongeveer 250 meter naar het oosten staat de Sint-Pieterskerk.

## Geschiedenis
In de eerste helft van de 19e eeuw had de plattelandsgemeente Sint-Pieters-Woluwe nog geen eigen gebouw voor de administratie.
In 1860 werd het eerste gemeentehuis opgetrokken op de hoek van de René Declercqstraat en Louis Thysstraat. Het was een sober bakstenen gebouw met een puntgevel waarin wat neo-Vlaamse renaissance-elementen aanwezig waren. Het gebouw werd tevens gebruikt als gemeenteschool.
In de loop van de 20e eeuw groeide de bevolkingsomvang van de gemeente sterk en groeide ook de administratieve diensten van de gemeente. Deze diensten waren toen in verschillende eenvoudige kantoren en panden gehuisvest. De gemeenteraad wilde graag de diensten in een prestigieus gemeentehuis huisvesten. Hiervoor maakte architect Alexis Dumont plannen en werden er gronden aangekocht op de hoek van Jules de Troozlaan en de Charles Thielemanslaan, maar dat plan ging niet door. Een ander plan was de bouw van een gemeentehuis tussen de Charles Thielemanslaan en de Tervurenlaan, maar ook dat ging niet door en hier werd de Don Boscolaan aangelegd.
In 1931 werd het Granvellepaleis afgebroken voor de aanleg van de Noord-Zuidverbinding. De gevels van dit gebouw werden toen door de gemeente Sint-Pieters-Woluwe aangekocht met de intentie om deze te gebruiken voor de bouw van een nieuw gemeentehuis. Men wilde dit gebouw bouwen ter hoogte van het Meiersplein op de hoek van de Félix Poelsstraat en Charles Thielemanslaan. Men onteigende enkele gebouwen op deze locatie om hier een plein aan te leggen die dan voor het nog te bouwen gemeentehuis gelegen zou zijn. De bouw van het nieuwe gemeentehuis vond echter niet plaats en in 1939 kwamen er plannen om de hardstenen delen van het Granvellepaleis te gebruiken voor stoepranden, hetgeen plaatsvond in 1944. Voor 1943 waren reeds een deel van de witstenen van het afgebroken paleis gebruikt om er een zuilengalerij op het kerkhof van Stokkel mee te bouwen. Wat verder overbleef aan materialen van het Granvellepaleis werd door de jaren heen aan particulieren verkocht.
In de jaren 1940 en 1950 bouwde men nieuwe tijdelijke bescheiden kantoren op de hoek van de Charles Thielemanslaan en de René Declercqstraat, zoals het pand aan René Declercqstraat 7 naar het ontwerp van architect Vanvlasselaer uit 1941 en het pand aan Charles Thielemanslaan 2 van architect Knippenberg uit 1958.
In oktober 1945 werd door architect en stedenbouwkundige Marcel Schmitz in opdracht van de gemeenteraad een nieuw gemeentehuis ontworpen. Dit pand zou dan gesitueerd zijn geweest op de hoek van de Tervurenlaan met de Woluwelaan, tegenover de Mellaertsvijvers. De plannen van 1947 betreffen de aankoop van Manoir d'Anjou en de verbouwing van het pand tot gemeentehuis.
Op 2 februari 1948 koos de gemeenteraad voor de definitieve locatie van het nieuwe gemeentehuis. Dit terrein tussen de François Gaystraat, Louis Ceusterslaan, Charles Thielemanslaan en Paul Lancsweertstraat werd toen gebruikt voor groenteteelt door de lokale bewoners. In 1949 en 1950 werden een deel van de gronden aangekocht of geruild. Andere gronden werden in 1952 verkregen na onteigening. Voor het ontwerp van het nieuwe gemeentehuis schreef de gemeenteraad een ontwerpwedstrijd uit, waarbij de deelnemers zich dienden te inspireren op de regionale Brabantse stijl. De architecten Guillaume Vermeiren en Joseph-Paul Nicaise wonnen de wedstrijd met hun ontwerp, dat door de gemeenteraad werd goedgekeurd op 2 juni 1950.
De eerste steen werd pas op 10 juni 1961 gelegd. Men deelde het gebouw op in vier blokken om de bouw te faseren.
Op 18 september 1975 werd het cultureel centrum en een congrescentrum ingehuldigd. Op 15 april 1976 kreeg het nieuw ingerichte plein ten zuidoosten van het gemeentehuis de naam Paul-Henri Spaakvoorplein, vernoemd naar Paul-Henri Spaak.
Tot in de jaren 1990 had het gebouw een college- en trouwzaal met daarboven een verdieping waar een polyvalente zaal was ingericht. In januari 2000 werd de renovatie van de college- en trouwzaal voltooid, waarbij men de tussenverdieping verwijderd had en er zo een ruimtelijke zaal ontstaan was.

## Gebouw
Het gebouw is opgetrokken op een plattegrond met de vorm van een T waarbij de poot van de T richting het oosten wijst. Het centrale deel van het gebouw waar de drie andere vleugels samenkomen is blok X, de poot van de T die richting het oosten wijst is blok A en ligt parallel aan de Charles Thielemanslaan, de zuidelijke vleugel is blok B en blok C is de noordelijke vleugel. In de zuidelijke oksel van het gebouw is een klokkentoren gesitueerd die een hoogte heeft van 65 meter. Hij bevat een automatische beiaard met achttien klokken.
- Virtual International Authority File: 173625977